# Radiogamer
Radiogamer var ett svenskt poddradioprogram om tv-spel, som släpptes varje tisdag. RadioGamer skapades i november 2009 och lades ner den 26 juni 2012. 

## Programledare
- Christian Hedlund
- Jonas Berglöf
- Tove Bengtsson
- Peter Kjellin

## Priser
- Svenska podradiopriset: Bästa kultur och nöje (2010)
- Level 7: Årets Spelpodcast (2010)